# Stazione di Sassari
La stazione di Sassari è una stazione ferroviaria al servizio del comune di Sassari, posta lungo la ferrovia RFI Ozieri Chilivani - Porto Torres Marittima, nonché capolinea delle linee ARST per Alghero, Sorso e Palau (quest'ultima turistica).

## Storia

L'interno della stazione a inizio Novecento, con la copertura metallica che sormontava all'epoca i binari

La stazione di Sassari fu costruita ad opera della Compagnia Reale delle Ferrovie Sarde nella seconda metà del XIX secolo, e fu inaugurata nel 1884, dodici anni dopo che il primo treno delle allora Ferrovie Reali aveva raggiunto il capoluogo turritano, e quattro anni dopo il completamento del collegamento ferroviario con Cagliari.
Lo scalo, posto lungo la Ozieri Chilivani-Porto Torres (diramazione della Cagliari-Golfo Aranci), nel 1888 divenne anche stazione della costruenda linea a scartamento ridotto Sassari-Alghero, grazie a un accordo tra le Reali e le Strade Ferrate Secondarie della Sardegna, concessionaria della linea per Alghero, la quale sarà inaugurata nell'anno successivo. Nell'aprile 1899 la stazione ospitò anche il treno dei reali, infatti durante la visita di Umberto I e di Margherita di Savoia in Sardegna, il Re e la Regina percorsero l'intero tragitto tra la stazione di Cagliari e quella sassarese.

L'impianto negli anni dieci del Novecento, col fabbricato viaggiatori ancora nella configurazione originaria

Nel corso dei decenni successivi vi furono vari passaggi di proprietà delle linee, la linea per Porto Torres passò alle Ferrovie dello Stato nel 1920, mentre quella per Alghero venne ceduta alle Ferrovie Complementari della Sardegna nel 1921. All'inizio degli anni trenta due nuove linee, la Sassari-Sorso e la Sassari-Tempio-Palau, vennero realizzate dalla Ferrovie Settentrionali Sarde, e anch'esse trovarono il capolinea nello stazione di Sassari. Sebbene vi fossero forti legami tra le Strade Ferrate Sarde (titolari delle linee per Sorso e Palau dal 1933) e le FCS (la prima era azionista di maggioranza della seconda), sino al 1941, anno di passaggio della Sassari-Alghero alle SFS, furono quindi tre diverse concessionarie a far transitare i loro rotabili nello scalo sassarese. Nel 1939, con l'entrata in guerra dell'Italia ormai alle porte, la copertura metallica della stazione venne smantellata col fine di fonderla per recuperarne ferro per l'industria bellica nazionale. In guerra Sassari venne in buona parte risparmiata dai pesanti bombardamenti degli alleati del 1943, che distrussero Cagliari ed Alghero, e nello scalo furono dislocati temporaneamente parte degli uffici della stazione FS cagliaritana, gravemente danneggiata dalle bombe. La stazione di Sassari e parte delle vicine linee ferroviarie vennero tuttavia colpite il 14 maggio 1943, quando una bomba cadde nei pressi dell'impianto causando tre vittime: il ferroviere militarizzato Giovanni Toccu di 45 anni e i due militari Martino Mellino ed Eugenio Ligabue, rispettivamente di 26 e 29 anni.

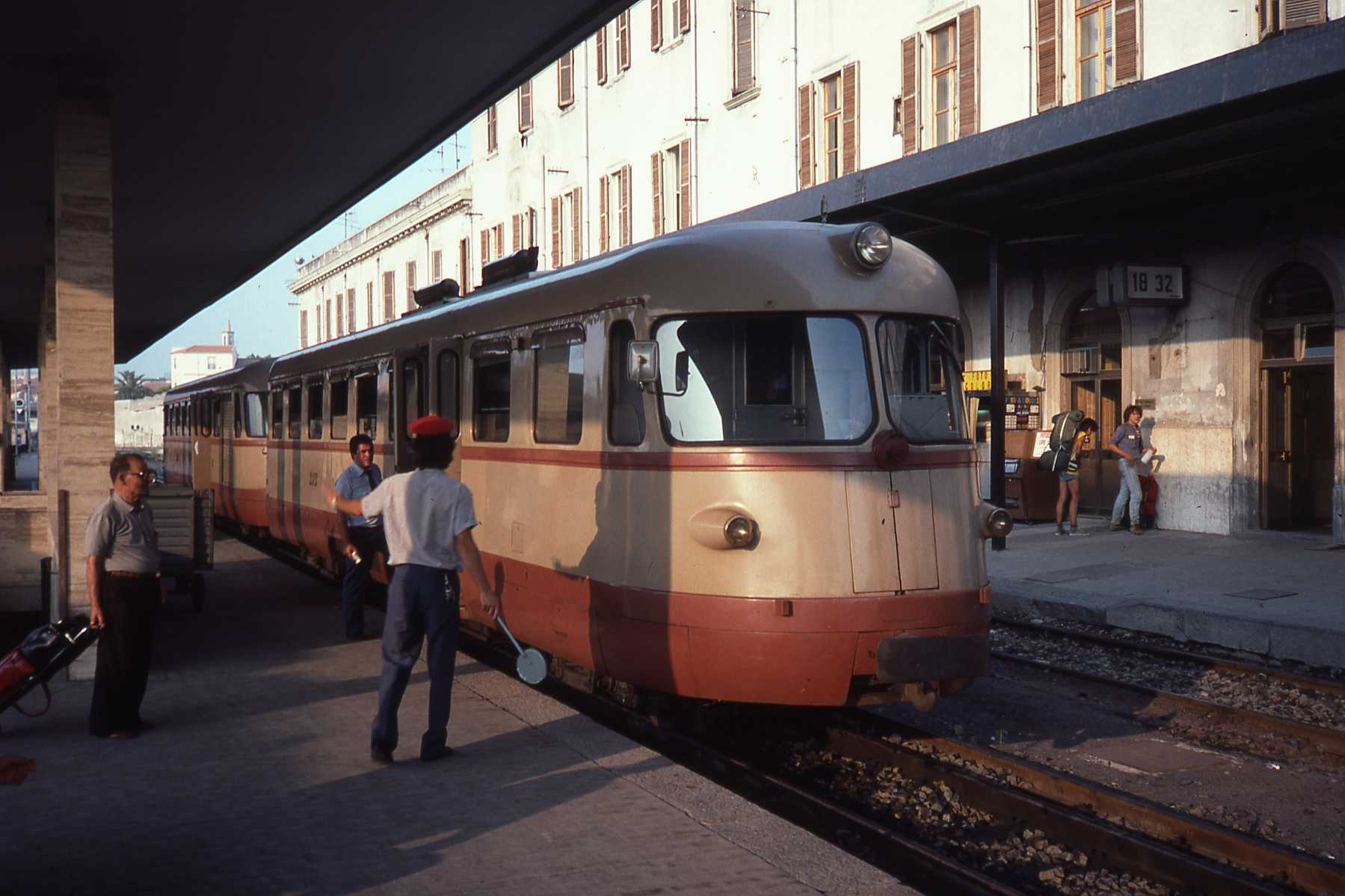
Automotrice ADm e rimorchiata RPm delle allora Strade Ferrate Sarde in sosta presso il binario due nel 1984, all'epoca a doppio scartamento

Nel secondo dopoguerra nella stazione furono costruite due nuove pensiline in ferro, realizzate a fine 1956, dopo le proteste dell'utenza. Importanti lavori interessarono l'impianto tra gli anni settanta e ottanta, con la realizzazione di un nuovo deposito locomotive e delle annesse officine, il restauro del fabbricato viaggiatori, e la realizzazione di un nuovo terminal merci intermodale, edificato nell'area delle vecchie rimesse rotabili demolite nell'occasione, ed in uso sino alla fine degli anni duemila, periodo in cui in Sardegna cessò da parte di Trenitalia Cargo il servizio di trasporto merci su base regolare.
Dal punto di vista gestionale si registrarono vari passaggi di proprietà tra la fine del Novecento e la prima parte del XXI secolo, con le competenze FS cedute alla propria controllata RFI nel 2001, e l'amministrazione dello scartamento ridotto passata nel 1989 alle Ferrovie della Sardegna (dal 2008 ARST Gestione FdS) e nel 2010 all'ARST. Sotto la gestione FdS venne realizzata la tranvia di Sassari (inaugurata nel 2006), la cui costruzione portò a inserire in stazione un binario di solo transito ad uso tranviario per permettere il passaggio dei mezzi da e verso i depositi dell'infrastruttura e successivamente anche per consentire il collegamento col capolinea di Santa Maria di Pisa.
Dal 1º febbraio 2015 il numero delle linee di trasporto pubblico attive nell'impianto si è ridotto a tre, con la sostituzione delle relazioni sulla Sassari-Nulvi (unico tronco della linea per Tempio e Palau su cui era rimasto attivo un servizio passeggeri ordinario) con autolinee.

## Strutture e impianti

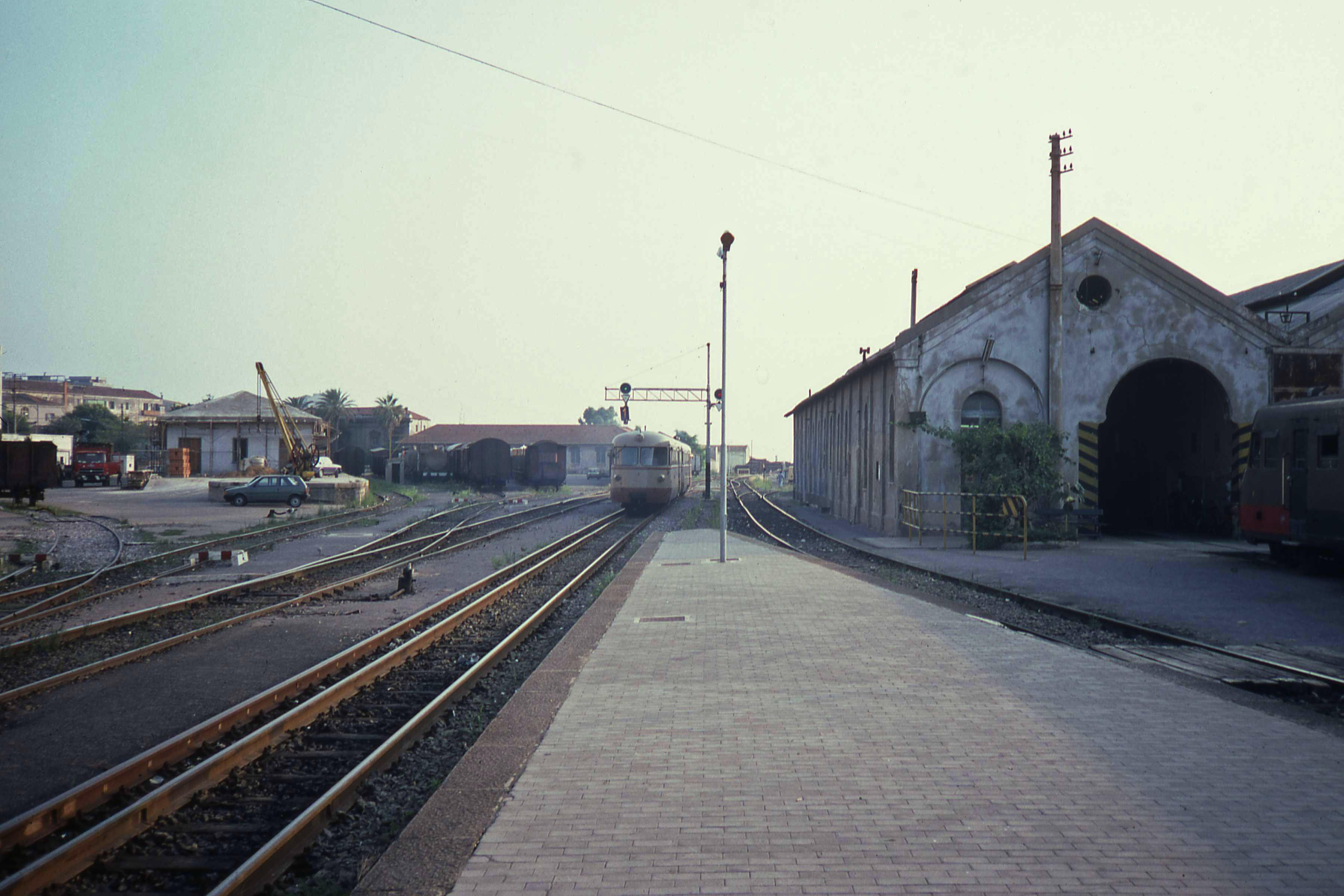
Automotrice ADm delle SFS proveniente da Alghero nel 1984: sulla destra le vecchie rimesse delle FS, poi demolite, alla sinistra lo scalo merci dell'impianto

La stazione di Sassari è attraversata dai binari della Ozieri Chilivani-Porto Torres di RFI (presentando una configurazione di impianto passante), oltre ad essere scalo capolinea delle ferrovie ARST per Alghero, Sorso e Palau (quest'ultima ad esclusivo impiego turistico). Date le diverse specifiche di scartamento delle reti ferroviarie delle due amministrazioni sono presenti in stazione binari sia da 1435 che da 950 mm, si tratta dell'unico scalo sardo mantenente questa caratteristica dal 2006 in poi. Il gruppo FS è dotato di un fascio principale posto dinanzi al fabbricato viaggiatori composto dai binari dal due all'otto, con il due (di corsa) ed il quattro utilizzati per il servizio viaggiatori, il terzo che termina tronco ad entrambe le estremità della banchina posta tra i binari impiegati per i treni passeggeri, ed i binari dal cinque all'otto (più un ulteriore tronchino) che comprendono il terminal merci intermodale dello scalo, con piazzale in parte asfaltato per il trasbordo sui veicoli su gomma, in disuso con la cessazione del servizio merci ferroviario in Sardegna a fine anni duemila.
Tale area sino agli anni ottanta ospitava le originarie rimesse delle Ferrovie dello Stato, poi demolite e trasferite a sud nei pressi della stazione di Sassari Santa Maria della linea per Alghero. Quest'ultima a sua volta fu la sede delle rimesse locomotive e dei depositi sassaresi delle SFSS ed in seguito delle FCS prima della costruzione delle linee per Sorso e Palau, che portarono alla realizzazione dei depositi ferroviari dello scartamento ridotto sassarese gestiti dall'ARST, situati a circa 800 metri a nord del fabbricato viaggiatori lungo la ferrovia per Palau.
Con le vecchie rimesse delle FS ancora funzionanti il servizio merci per lo scartamento ordinario era espletato nell'area immediatamente a sud del fabbricato viaggiatori: questo scalo merci, ancora esistente, si compone di cinque tronchini, di cui uno adiacente ad un piano caricatore ed al magazzino merci di stazione.

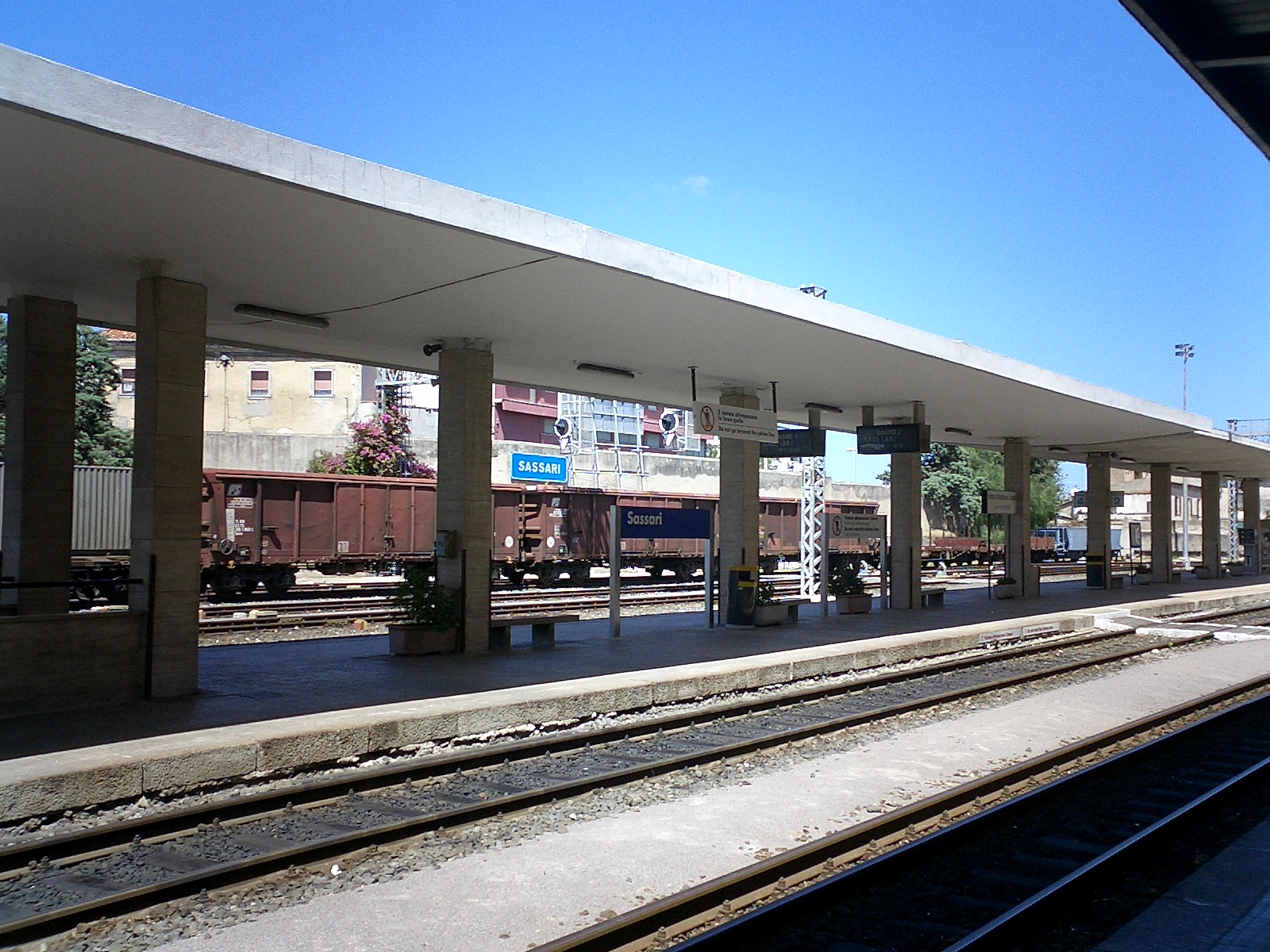
Il fascio binari principale di RFI nella stazione, con in primo piano i binari due e quattro (con relativa banchina) e sullo sfondo il terminal merci, all'epoca della foto ancora attivo

Per il suo servizio viaggiatori l'ARST è dotata di un terminal composto da due binari tronchi che si attestano sul lato nord del fabbricato viaggiatori, impiegati per i treni diretti e in arrivo da Sorso e dalla ferrovia per Palau. I treni della linea verso Alghero utilizzano invece il binario uno della stazione, il più vicino al fabbricato viaggiatori: sino al 2015 questo binario era utilizzato anche dalla rete RFI (che ne ha poi isolato gli accessi), data la presenza di tre rotaie che consentivano di ricevere treni di entrambi gli scartamenti sullo stesso binario. Sino agli anni ottanta il binario a doppio scartamento era invece il binario due, che si ricollegava al fascio a scartamento ridotto attraversando il vecchio binario uno quasi perpendicolarmente.
L'accesso ai binari impiegati per il servizio viaggiatori è garantito da tre banchine, di cui due situate dinanzi al fabbricato viaggiatori: una attigua all'edificio (in uso per il binario uno) e l'altra comune ai binari due, tre e quattro. La prima banchina serve anche uno dei due binari del terminal ARST posto sul versante nord-est dell'edificio viaggiatori, dotato di un ulteriore marciapiede per l'accesso ai treni ricevuti sul binario più orientale dell'area.

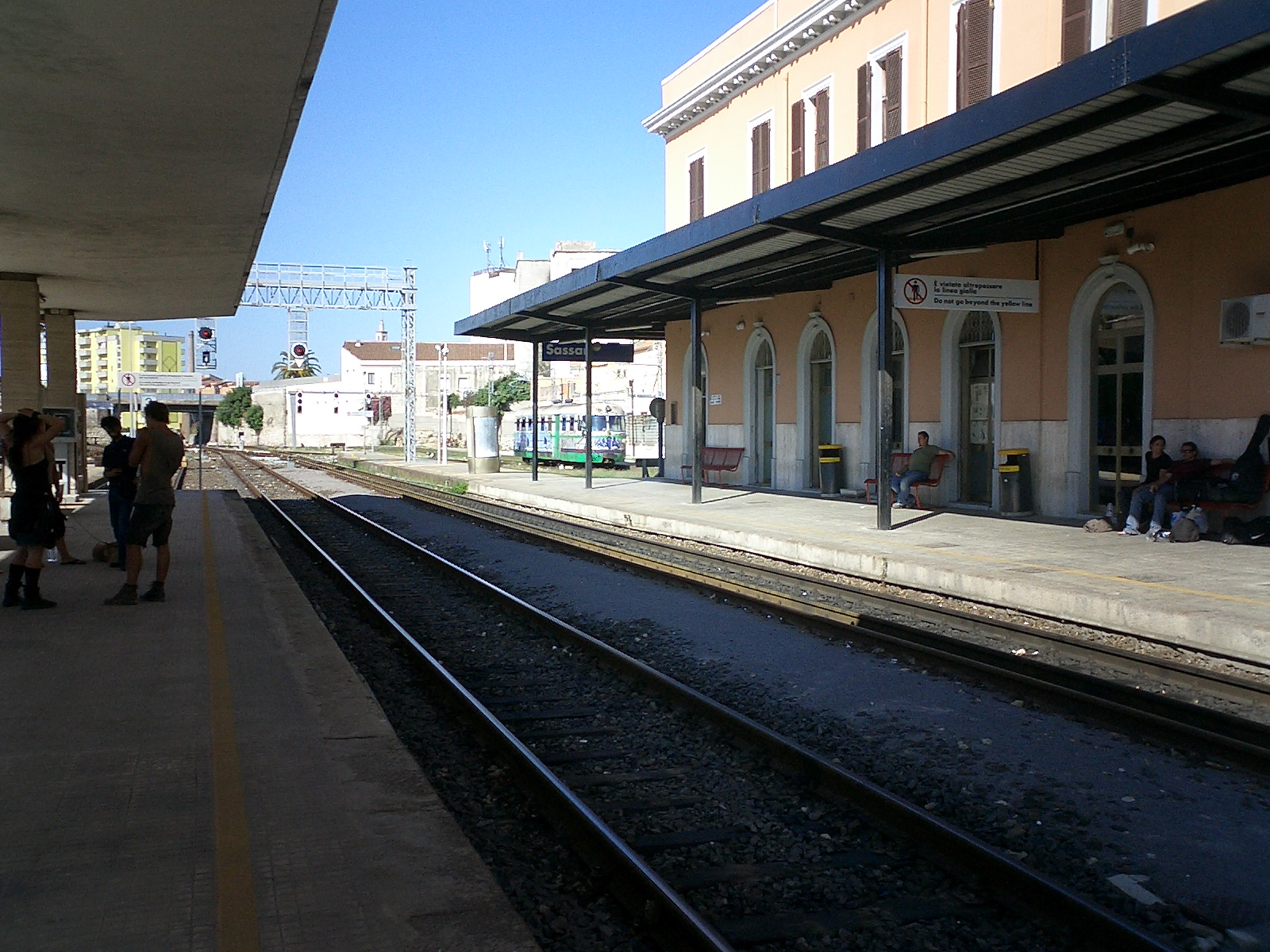
L'interno della stazione

La stazione è presenziata in buona parte della giornata, quando ciò non accade il controllo per quel che concerne l'esercizio RFI viene controllata in remoto dal Dirigente Centrale Operativo di Cagliari. Con l'entrata in servizio nel 2006 della tranvia di Sassari alla direzione movimento dell'ARST spetta anche la gestione di un breve tratto promiscuo in cui transitano nell'area della stazione anche i tram AnsaldoBreda Sirio della tranvia di Sassari. Tali mezzi per raggiungere le rimesse aziendali ed il capolinea di Santa Maria di Pisa (con linea tranviaria in affiancamento a quella ferroviaria per Sorso) entrano nello scalo utilizzando un binario a scartamento ridotto dedicato ad est del terminal ARST per Sorso e Palau, attrezzato con una linea aerea di contatto e collegato con la vicina fermata tranviaria della stazione.

### Architettura
Di rilievo architettonico è il fabbricato viaggiatori della stazione, edificio dalla facciata rispondente a canoni classicisti, più volte modificata nel corso della sua storia con l'ampliamento dei corpi laterali e con la sopraelevazione di un piano della parte centrale del fabbricato. Sul piano binari caratteristica era l'originaria copertura metallica arcuata, poi smantellata alla vigilia del secondo conflitto mondiale.

## Movimento

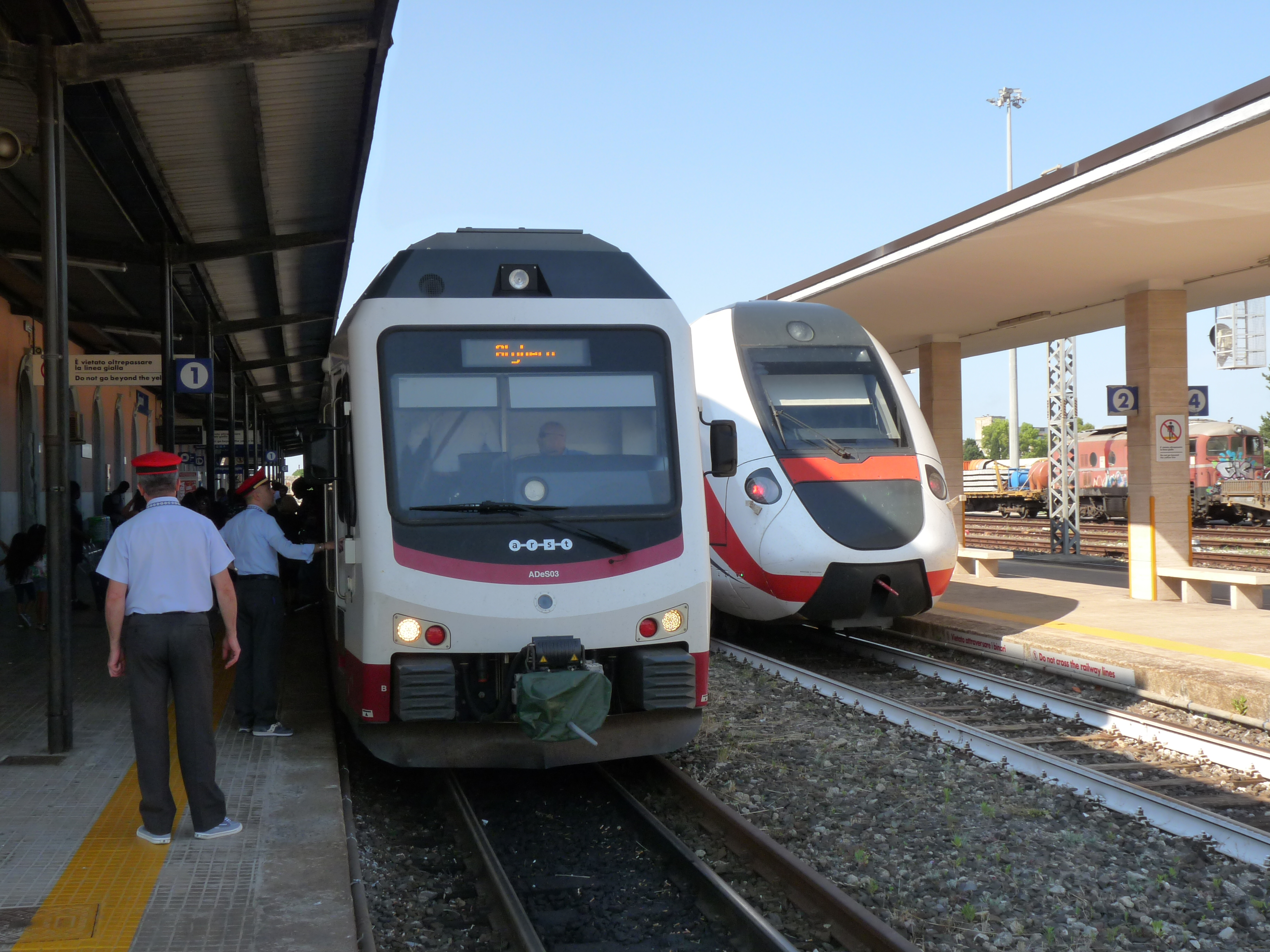
Automotrice ADeS dell'ARST (a sinistra) e autotreno ATR 365 della regione sarda in concessione a Trenitalia in sosta nei binari uno e due

La stazione è collegata dai convogli Trenitalia con Porto Torres a nord e con Ardara, la stazione di Ozieri-Chilivani e le località raggiunte dalla Dorsale Sarda. I treni dell'ARST invece consentono di raggiungere Alghero e Sorso, inoltre lo scalo sassarese è capolinea dei convogli del Trenino Verde espletati sulla linea turistica per Palau.

## Servizi
L'impianto dal punto di vista commerciale è classificato in categoria silver da parte di RFI, e per quanto riguarda l'accessibilità è strutturato per accogliere i disabili di tipo motorio.
All'interno del fabbricato viaggiatori sono ospitati vari servizi all'utenza, tra cui una biglietteria (sia a sportello che automatica), una sala d'attesa e dei servizi igienici.

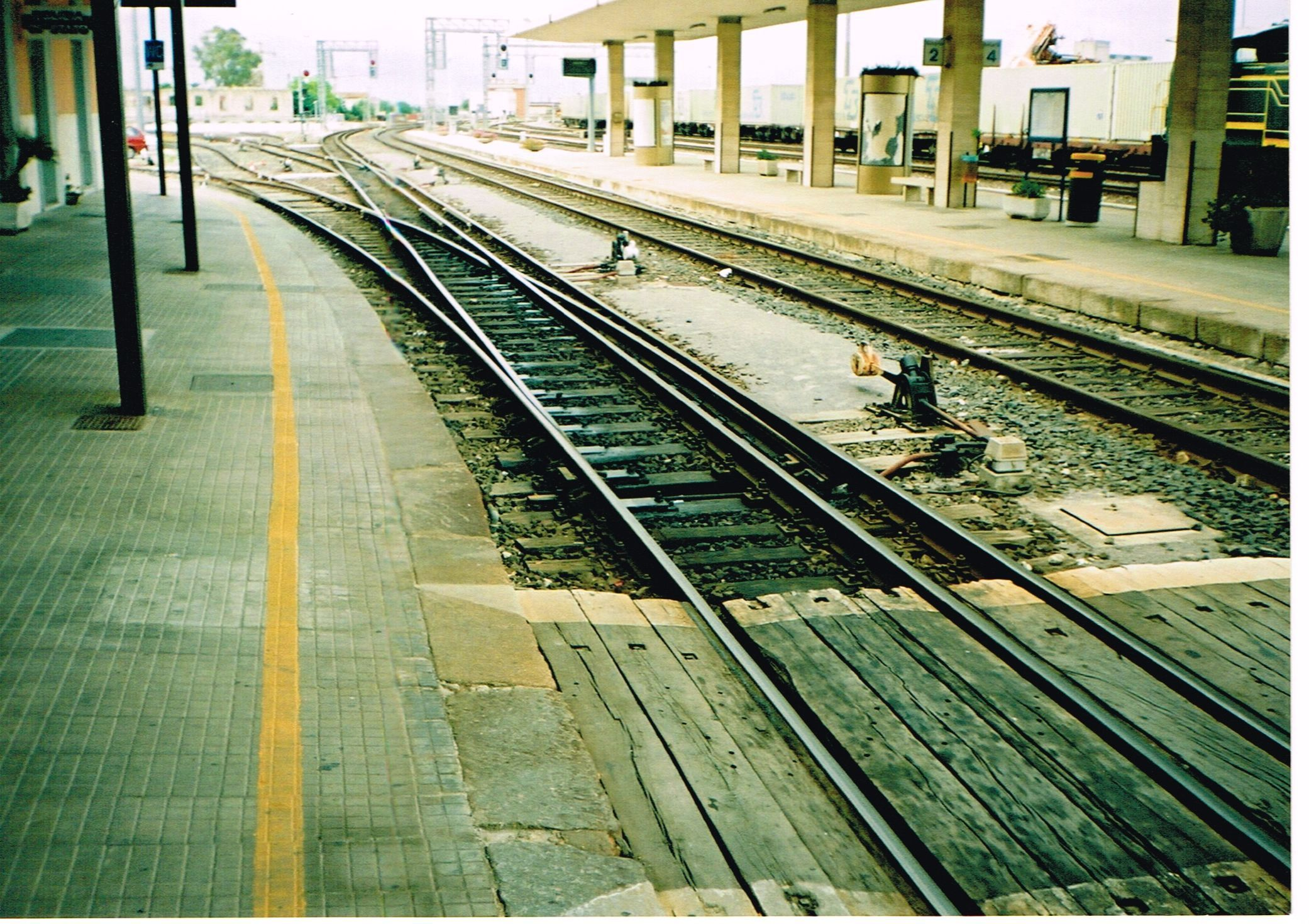
Il binario uno in direzione Alghero e Chilivani con alla sinistra la sua banchina e all'estrema destra quella dei binari RFI due e quattro: queste sono collegate da un sottopassaggio e da ascensori

Per il collegamento tra la banchina del binario uno e quella dei binari due e quattro la stazione è dotata di un sottopassaggio pedonale, con ascensori per l'impiego dello stesso da parte di persone con problemi di mobilità.
- Biglietteria a sportello
- Biglietteria automatica
- Sala d'attesa
- Servizi igienici
- Posto di Polizia ferroviaria

## Interscambi

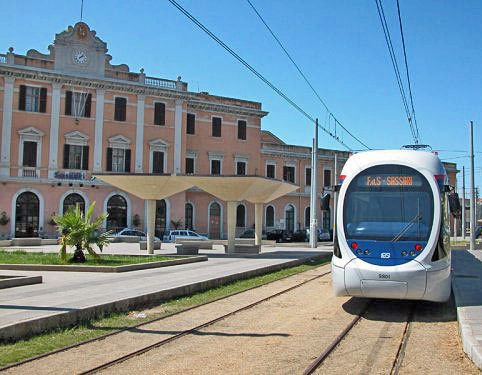
Tram in sosta alla stazione

Sul piazzale esterno della stazione è posta una fermata della tranvia di Sassari, con collegamenti verso il centro cittadino e Santa Maria di Pisa; inoltre dallo scalo ferroviario è possibile raggiungere varie località dell'hinterland sassarese con le autolinee interurbane dell'ARST, della Fara Viaggi, della Pisanu e della Zentile.
Sempre dinnanzi all'impianto è presente una fermata della ATP, che espleta il servizio di autolinee urbano in città.
- Fermata tram Stazione FS
- Fermata autobus
- Stazione taxi